# 叉燒飯

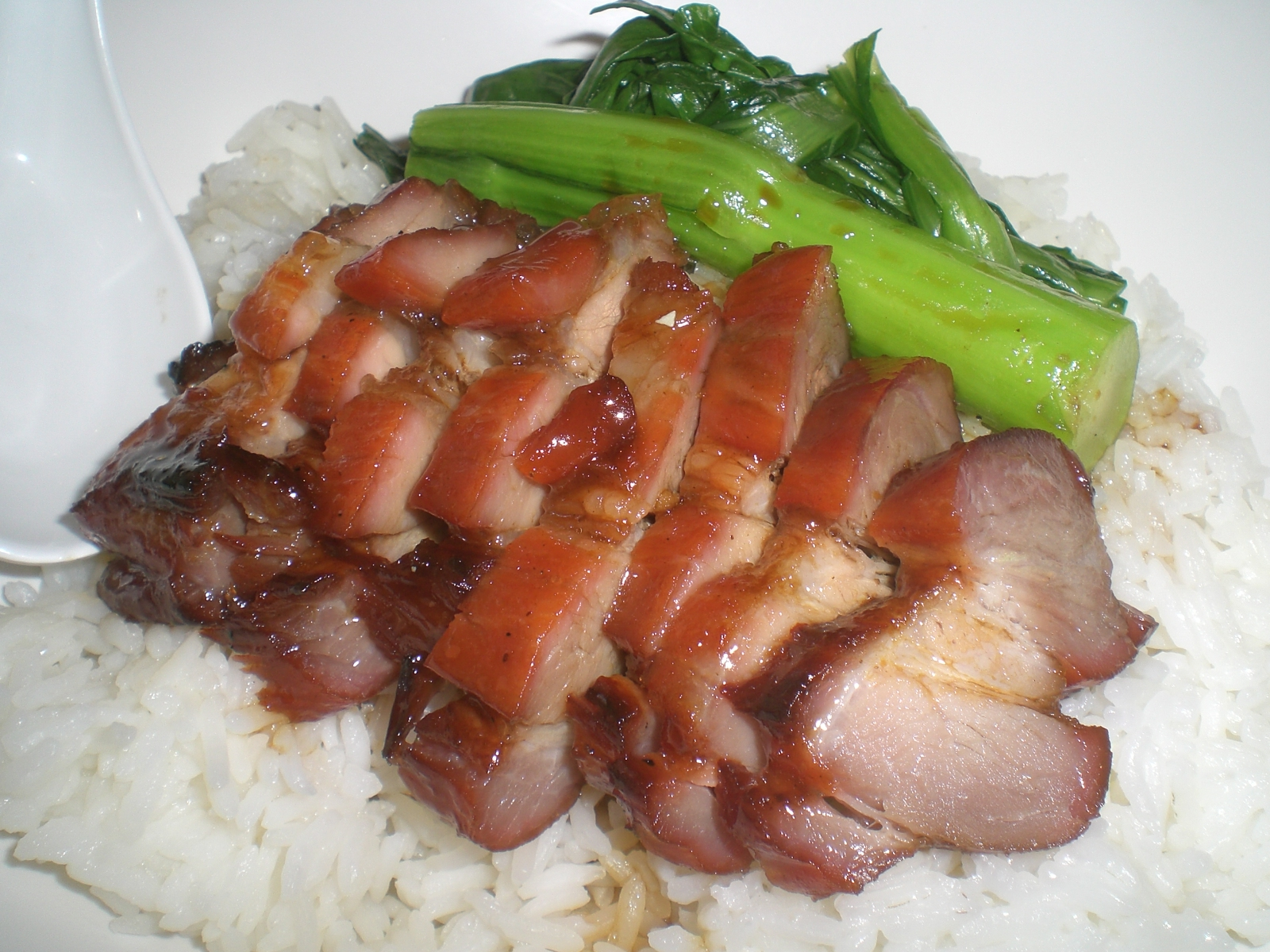
叉燒飯伴油菜

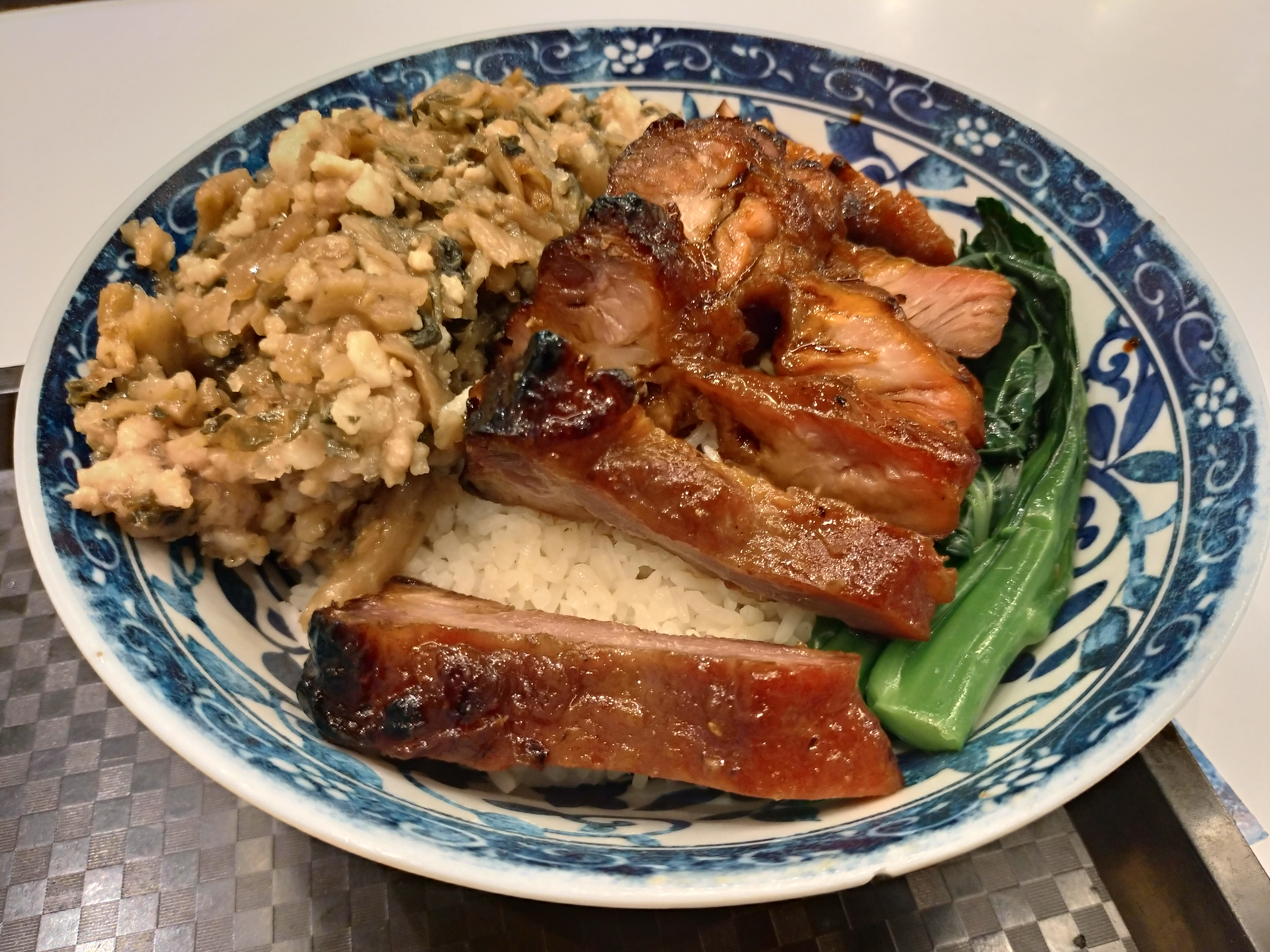
一碗配上梅菜肉餅及小量菜心的叉燒飯

叉燒飯為中國廣東、香港、澳門、台灣、新加坡和馬來西亞等地的茶餐廳、酒樓及港式快餐店常見的食品，是叉燒加叉燒汁或醬油蓋住1碗或1碟白飯而成。

## 軼聞
- 何鴻燊在2006年8月表示目前澳門賭業處於惡性競爭環境，金沙集團主席謝爾登·阿德爾森（Sheldon Adelson）以杜魯門的名言公開諷刺「如果嫌廚房太熱 ，就別燒菜。」何鴻燊回應「我不但要炒菜，還要整叉燒飯，明天任何人搭車搭船到我的賭場都會收到叉燒飯。」、「送叉燒飯這招，我五十年前已使用過。」並宣布，旗下的澳門博彩股份有限公司，將向光顧澳博旗下的葡京娛樂場及回力娛樂場兩賭場的境外遊客，免費派發一客「懷舊叉燒飯」，直到2006年9月29日為止。凡是由澳門關閘及港澳碼頭，坐澳博安排免費新幹線巴士，前往葡京娛樂場或回力娛樂場，或持有信德旗下噴射飛航的船票票尾，都可以獲派葡京潮州酒樓（2016年8月28日結業）及喜萬年酒樓的「懷舊叉燒飯」，每人每日限換領1次，只限堂食。
- 李小龍愛吃叉燒飯[2]。

## 健康問題
叉燒飯一碟就有600卡路里。